# Castrillo Mota de Judíos
Castrillo Mota de Judíos är en kommun i Spanien.   Den ligger i provinsen Provincia de Burgos och regionen Kastilien och Leon, i den norra delen av landet, 210 km norr om huvudstaden Madrid. Arean är 22,0 kvadratkilometer.
Terrängen i Castrillo Mota de Judíos är huvudsakligen platt, men söderut är den kuperad.